# آی‌جی‌آرتی
آی جی آر تی (IGRT) مخفف Image-guided radiation therapy است به معنای تحت‌اللفظی رادیاسیون تراپی (پرتودرمانی) تحت هدایت تصویر
منظور روشی است که در آن از رایانه برای ایجاد تصویری از تومور استفاده می‌شود تا بتوان پرتو تابش را در طول پرتودرمانی هدایت کرد. این تصاویر با استفاده از CT، سونوگرافی، رادیوگرافی (اشعه - X)، یا دیگر روش‌های تصویربرداری تهیه می‌شوند. با استفاده از رویه IGRT می‌توان از پرتودرمانی به نحو دقیق‌تری استفاده نمود و آسیب وارده به بافت‌های سالم را کاهش داد.